# Marcelino Varela
Marcelino Varela Barrios (Tacna, ?-15 de julio de 1889) fue un militar peruano, que luchó en la Guerra del Pacífico. Al mando del Batallón Artesanos de Tacna peleó en la batalla de Arica, donde resultó herido (1880). 

## Biografía
Sus padres fueron el español Juan Varela y la dama tacneña Nicolasa Barrios. Tenía 18 años de edad cuando abrazó la carrera militar. En 1865 ascendió a coronel de infantería. Luchó en el combate del Callao del 2 de mayo de 1866, contra la Escuadra Española del Pacífico. 
A bordo del monitor Huáscar estuvo junto a Nicolás de Piérola y el comandante de marina Germán Astete durante el combate de Pacocha, en el que enfrentó a dos buques de la armada británica (27 de marzo de 1877).
Al estallar la Guerra del Pacífico en 1879, estaba fuera de servicio, pero pidió su reincorporación, que le fue concedida. Organizó el batallón “Artesanos de Tacna”, que fue destinada a la defensa del puerto de Arica, integrando la 7.º División que estaba bajo el mando del coronel José Joaquín Inclán. Según una lista publicada por los chilenos el 5 de junio de 1880, su batallón constaba de 391 hombres, entre ellos el sargento mayor Armando Blondel.
Estuvo en la histórica Junta de Guerra convocada por el coronel Francisco Bolognesi, jefe de la plaza de Arica, el 28 de mayo de 1880, donde se acordó heroica decisión de no rendirse ante el enemigo, pese a conocerse la derrota del ejército aliado en Tacna. También estuvo en la Junta del 6 de junio, donde se dio al parlamentario chileno Juan de la Cruz Salvo la célebre respuesta de «pelearemos hasta quemar el último cartucho». 
Durante la batalla recorrió pistola en mano los diversos parapetos del fuerte Este, animando a sus hombres ante el avance de las fuerzas chilenas, muy superiores en número. Cuando reorganizaba sus casi aniquiladas tropas, fue gravemente herido de un balazo en la clavícula, y casi a la fuerza fue retirado por los suyos de la zona de combate. Delegó entonces el mando de su batallón al comandante Francisco Chocano. En medio de una lluvia de disparos fue conducido a su  domicilio en la calle San Marcos, donde se le atendió de emergencia. Por la abundante sangre que perdió, creyó que iba a morir. Un grupo de soldados chilenos violentó su casa y a gritos le exigió dinero a cambio de su vida. Felizmente, aparecieron en ese momento tres oficiales chilenos, ante quienes se entregó como prisionero. Confinado en San Bernardo, cerca de Santiago de Chile, poco después regresó al Perú y desde Tacna elevó el parte de guerra respectivo, fechado el 10 de agosto de 1880.
Se recuperó de sus heridas, pero quedó con secuelas que a la postre le llevarían a la muerte. El gobierno del vicepresidente Lizardo Montero, con sede en Arequipa, lo ascendió a coronel efectivo en 1883. Fue senador en el Congreso instalado en dicha ciudad y votó en contra de la cesión del departamento de Tarapacá a Chile, durante la sesión secreta del 19 de junio de 1883.
Varela estuvo casado con la limeña María Blasa Vidaurre. Fue padre de Enrique Varela Vidaurre, que fue también un militar que luchó en la Guerra del Pacífico y que años después llegó a ser Ministro de Guerra y Presidente del Consejo de Ministros, siendo asesinado durante el golpe de Estado del 4 de febrero de 1914.
En su memoria, tres calles de Lima, en el distrito de Miraflores, en el distrito de San Martín de Porres y en el distrito de La Victoria, llevan su nombre.